# Ranunculus sabinei
Ranunculus sabinei R. Br. – gatunek rośliny z rodziny jaskrowatych (Ranunculaceae Juss.). Występuje naturalnie w północnej Grenlandii, w północnej części Alaski oraz w Kanadzie (w północnych częściach terytoriów Jukonu, Nunavut oraz Północno-Zachodnich). 

## Morfologia
PokrójBylina o lekko owłosionych pędach. Dorasta do 1–12 cm wysokości.
LiścieSą trójdzielne lub potrójnie klapowane. W zarysie mają kształt od odwrotnie owalnego do eliptycznego. Mierzą 1–3 cm długości oraz 1–3,5 cm szerokości. Nasada liścia ma rozwarty kształtref name=peb/>.
KwiatySą pojedyncze lub zebrane po 2–3 w kwiatostanach. Pojawiają się na szczytach pędów. Mają 5 eliptycznych działek kielicha, które dorastają do 4–7 mm długości. Mają 5 odwrotnie owalnych i żółtych płatków o długości 5–8 mm.
OwoceNagie niełupki o długości 1–2 mm. Tworzą owoc zbiorowy – wieloniełupkę o cylindrycznym kształcie i dorastającą do 4 mm długości.

## Biologia i ekologia
Rośnie w tundrze, na skalistych zboczach. Występuje na terenach nizinnych. Kwitnie od lipca do sierpnia. 